# Samoé
Samoé est une ville de Guinée et l'une des sous-préfectures de la préfecture de Nzérékoré dont elle est distante de sept kilomètres en Guinée forestière. Elle est composée de 28 villages dont dix districts. 
Elle est limitée au nord par les sous-préfectures de Koulé et de Palé, au sud par la ville de Nzérékoré et la sous-préfecture de Bounouma, à l'est par la sous-préfecture de Gouécké et à l'ouest par la préfecture de Yomou.
Le kpèlèwo, langue des autochtones guerzé est la langue vernaculaire officielle. La population est peu cosmopolite, composée à majorité des agriculteurs qui y cultivent les vivriers comme : le riz, le mil, le maïs, le manioc mais aussi les cultures d'exportation : le cacao, café, la kola et des palmiers à huile. On y trouve aussi quelques ranches de porc-culture et une activité d'exploitation forestière : la coupe des essences combinée à la fabrique du charbon de bois en pleine extension dans la zone, bien qu'elles soient lucratives, contribuent malheureusement à la déforestation. 
Samoé est le chef-lieu de la sous-préfecture du même nom. C'est le berceau des Théa et des Kolié. On y compte environ 70 % de chrétiens catholiques, 25 % d'animistes, 4 % d'adeptes des autres branches chrétiennes et 1 % de musulmans.